# Zayn Malik
Zain Javadd "Zayn" Malik (urdu: زین جواد ملک), född 12 januari 1993 i Bradford i West Yorkshire, är en brittisk-pakistansk sångare och låtskrivare. 
År 2010 gick den då 17-årige Malik på audition för den sjunde säsongen av talangshowen The X Factor. Han sjöng låten "Let Me Love You" av Mario under sin audition och gick vidare till nästa omgång. Han blev eliminerad innan sista omgången som kallas bootcamp. Han blev sedan hopparad med fyra andra deltagare av Nicole Scherzinger, för att tävla som en grupp. Gruppen, som därefter kom att coachas av Simon Cowell, fick senare namnet One Direction. Gruppen tog sig till finalen av X Factor där de kom trea men fick ett skivkontrakt och har sedan 2010 släppt fem musikalbum under SYCO. Låtar som tog förstaplatsen på brittiska singellistan var: "What Makes You Beautiful" och "Night Changes" 
I mars 2015 meddelade Malik att han hade lämnat gruppen på grund av sin psykiska ohälsa och istället skulle satsa på en solokarriär, då han fått kontrakt med RCA Records. Hans första singel "Pillowtalk" släpptes i slutet av januari 2016 med ett kommande album med titeln Mind of Mine som släpptes 25 mars 2016.  Maliks låt "Pillowtalk" gick direkt upp på brittiska singellistan på förstaplats.

## Privatliv
Malik hade ett förhållande med Gigi Hadid mellan 2015 och 2021. Tillsammans har de en dotter född 2020.
Malik talar engelska och urdu och kan läsa arabiska.
Zayn har blivit dömd för trakasserier mot Gigi Hadids mor Yolanda efter att ha tagit tag i henne och knuffat henne in i en byrå, och "orsakat mental ångest och fysisk smärta". Sångaren dömdes till 90 dagars skyddstillsyn i totalt 360 dagar och var tvungen att genomgå en ilskehanteringskurs och ett program för våld i hemmet, samt inte ha någon kontakt med Yolanda eller en säkerhetsvakt som var närvarande under händelsen.

## Diskografi

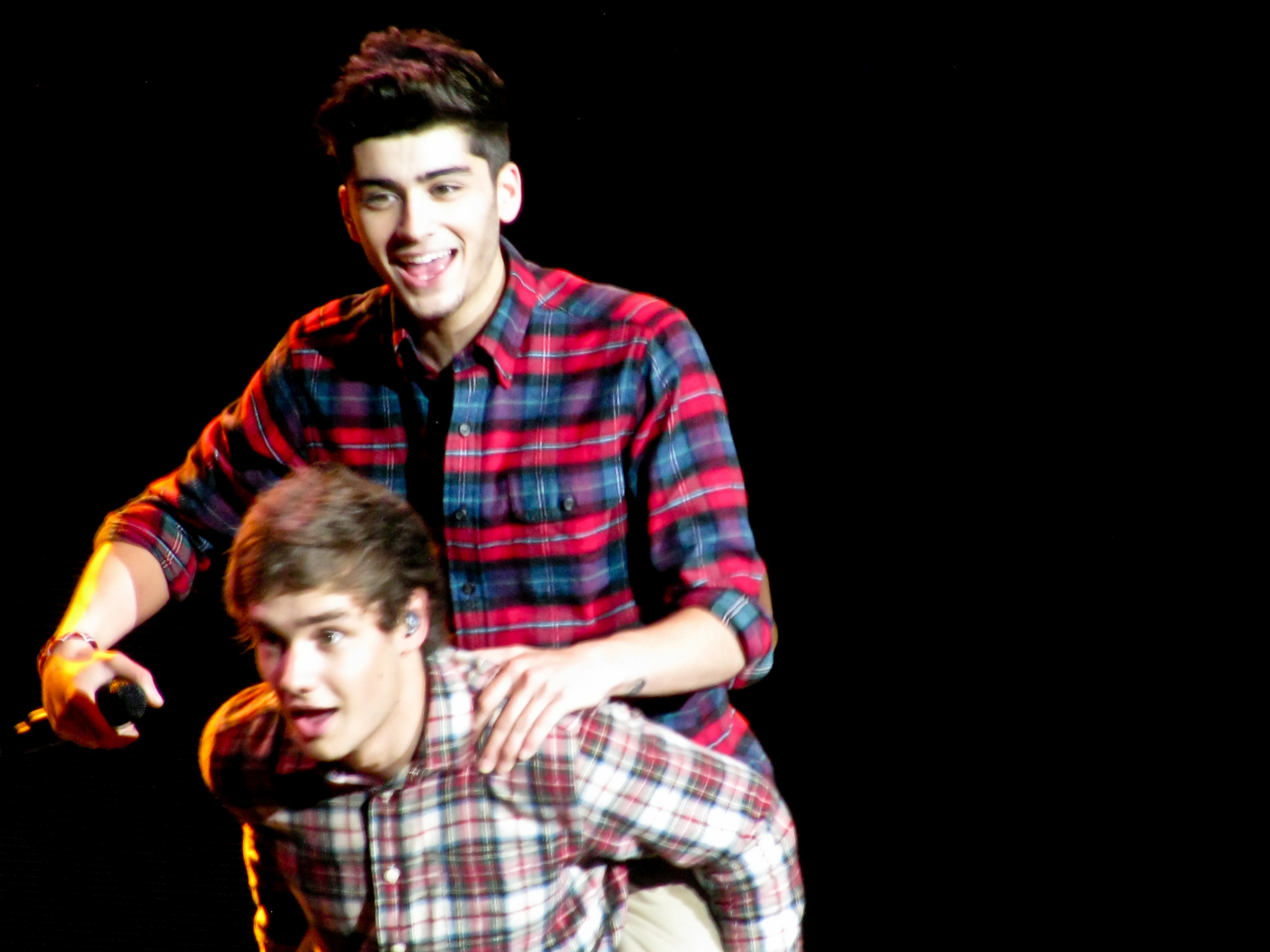
Zayn och Liam från One direction

### Album
- 2016 – Mind Of Mine
- 2018 – Icarus Falls
- 2021 – Nobody Is Listening
- 2024 - Room Under the Stairs

### EP
- 2020 – The Flames (med R3HAB och Jungleboi)

### Singlar
Topp 100 på UK Singles Chart.
- 2016 – "Pillowtalk" (#1)
- 2016 – "Like I Would" (#30)
- 2016 – "I Don't Wanna Live Forever" (med Taylor Swift) (#5)
- 2017 – "Still Got Time" (med PartyNextDoor) (#24)
- 2017 – "Dusk Till Dawn" (med Sia) (#5)
- 2018 – "Let Me" (#20)
- 2019 – ”A Whole New World” (med Zhavia Ward) (#68)
- 2019 – ”Trampoline” (med SHAED)